# Goldene Himbeere 2000
Die Goldene Himbeere 2000 (engl.: 20th Golden Raspberry Awards) wurde am 25. März 2000, dem Vorabend der Oscarverleihung, im Sheraton Hotel in Santa Monica, Kalifornien verliehen.
Der Film Wild Wild West erhielt insgesamt fünf Goldene Himbeeren und damit die meisten Auszeichnungen des Abends. Darunter war auch der Gewinn in der Hauptkategorie Schlechtester Film.
Zusätzlich zu den regulären Kategorien gab es dieses Mal Extrakategorien, in denen sowohl der schlechteste Schauspieler und die schlechteste Schauspielerin des 20. Jahrhunderts, als auch der schlechteste Film der 1990er Jahre und der schlechteste Newcomer des vergangenen Jahrzehnts gekürt wurden.

## Preisträger und Nominierungen
Es folgt die komplette Liste der Preisträger und Nominierten.
| Kategorien                     | Nominierte                                                                                           | Nominierte |
| ------------------------------ | --- | --- |
| Schlechtester Film             | Barry Sonnenfeld                                                                                     | Barry Sonnenfeld und Jon Peters – Wild Wild West                                                                                         |
| Schlechtester Film             | Barry Sonnenfeld                                                                                     | Susan Arthur, Donna Roth und Colin Wilson – Das Geisterschloss (The Haunting)                                                            |
| Schlechtester Film             | Barry Sonnenfeld                                                                                     | Robin Cowie und Gregg Hale – Blair Witch Project (The Blair Witch Project)                                                               |
| Schlechtester Film             | Barry Sonnenfeld                                                                                     | Sidney Ganis und Jack Giarraputo – Big Daddy                                                                                             |
| Schlechtester Film             | Barry Sonnenfeld                                                                                     | George Lucas und Rick McCallum – Star Wars: Episode I – Die dunkle Bedrohung (Star Wars Episode I: The Phantom Menace)                   |
| Schlechtester Schauspieler     | Adam Sandler                                                                                         | Adam Sandler – Big Daddy |
| Schlechtester Schauspieler     | Adam Sandler                                                                                         | Kevin Costner – Aus Liebe zum Spiel (For Love of the Game) und Message in a Bottle – Der Beginn einer großen Liebe (Message in a Bottle) |
| Schlechtester Schauspieler     | Adam Sandler                                                                                         | Kevin Kline – Wild Wild West |
| Schlechtester Schauspieler     | Adam Sandler                                                                                         | Arnold Schwarzenegger – End of Days – Nacht ohne Morgen (End of Days)                                                                    |
| Schlechtester Schauspieler     | Adam Sandler                                                                                         | Robin Williams – Der 200 Jahre Mann (Bicentennial Man) und Jakob der Lügner (Jakob the Liar)                                             |
| Schlechteste Schauspielerin    | | Heather Donahue – Blair Witch Project (The Blair Witch Project)                                                                          |
| Schlechteste Schauspielerin    | Melanie Griffith – Verrückt in Alabama (Crazy in Alabama)                                            | |
| Schlechteste Schauspielerin    | Milla Jovovich – Johanna von Orleans (The Messenger: The Story of Joan of Arc)                       | |
| Schlechteste Schauspielerin    | Sharon Stone – Gloria                                                                                | |
| Schlechteste Schauspielerin    | Catherine Zeta-Jones – Verlockende Falle (Entrapment) und Das Geisterschloss (The Haunting)          | |
| Schlechtester Nebendarsteller  | Ahmed Best                                                                                           | Jar Jar Binks (gesprochen von Ahmed Best) – Star Wars: Episode I – Die dunkle Bedrohung (Star Wars Episode I: The Phantom Menace)        |
| Schlechtester Nebendarsteller  | Ahmed Best                                                                                           | Kenneth Branagh – Wild Wild West |
| Schlechtester Nebendarsteller  | Ahmed Best                                                                                           | Gabriel Byrne – End of Days – Nacht ohne Morgen (End of Days) und Stigmata                                                               |
| Schlechtester Nebendarsteller  | Ahmed Best                                                                                           | Jake Lloyd – Star Wars: Episode I – Die dunkle Bedrohung (Star Wars Episode I: The Phantom Menace)                                       |
| Schlechtester Nebendarsteller  | Ahmed Best                                                                                           | Rob Schneider – Big Daddy |
| Schlechteste Nebendarstellerin | Denise Richards                                                                                      | Denise Richards – James Bond 007 – Die Welt ist nicht genug (The World Is Not Enough)                                                    |
| Schlechteste Nebendarstellerin | Denise Richards                                                                                      | Sofia Coppola – Star Wars: Episode I – Die dunkle Bedrohung (Star Wars Episode I: The Phantom Menace)                                    |
| Schlechteste Nebendarstellerin | Denise Richards                                                                                      | Salma Hayek – Dogma und Wild Wild West                                                                                                   |
| Schlechteste Nebendarstellerin | Denise Richards                                                                                      | Kevin Kline (als Prostituierte) – Wild Wild West                                                                                         |
| Schlechteste Nebendarstellerin | Denise Richards                                                                                      | Juliette Lewis – Ganz normal verliebt (The Other Sister)                                                                                 |
| Schlechteste Filmpaarung       | Kevin Kline · Will Smith                                                                             | Kevin Kline und Will Smith – Wild Wild West                                                                                              |
| Schlechteste Filmpaarung       | Kevin Kline · Will Smith                                                                             | Pierce Brosnan und Denise Richards – James Bond 007 – Die Welt ist nicht genug (The World Is Not Enaugh)                                 |
| Schlechteste Filmpaarung       | Kevin Kline · Will Smith                                                                             | Sean Connery und Catherine Zeta-Jones – Verlockende Falle (Entrapment)                                                                   |
| Schlechteste Filmpaarung       | Kevin Kline · Will Smith                                                                             | Jake Lloyd und Natalie Portman – Star Wars: Episode I – Die dunkle Bedrohung (Star Wars Episode I: The Phantom Menace)                   |
| Schlechteste Filmpaarung       | Kevin Kline · Will Smith                                                                             | Lili Taylor und Catherine Zeta-Jones – Das Geisterschloss (The Haunting)                                                                 |
| Schlechteste Regie             | Barry Sonnenfeld                                                                                     | Barry Sonnenfeld – Wild Wild West |
| Schlechteste Regie             | Barry Sonnenfeld                                                                                     | Jan de Bont – Das Geisterschloss (The Haunting)                                                                                          |
| Schlechteste Regie             | Barry Sonnenfeld                                                                                     | Dennis Dugan – Big Daddy |
| Schlechteste Regie             | Barry Sonnenfeld                                                                                     | Peter Hyams – End of Days – Nacht ohne Morgen (End of Days)                                                                              |
| Schlechteste Regie             | Barry Sonnenfeld                                                                                     | George Lucas – Star Wars: Episode I – Die dunkle Bedrohung (Star Wars Episode I: The Phantom Menace)                                     |
| Schlechtestes Drehbuch         | | Brent Maddock, Jeffrey Price, Peter S. Seaman, Jim Thomas, John Thomas und S. S. Wilson – Wild Wild West                                 |
| Schlechtestes Drehbuch         | Steve Franks, Tim Herlihy und Adam Sandler – Big Daddy                                               | |
| Schlechtestes Drehbuch         | Stephen Kay, Kate Lanier und Scott Silver – Mod Squad – Cops auf Zeit (The Mod Squad)                | |
| Schlechtestes Drehbuch         | George Lucas – Star Wars: Episode I – Die dunkle Bedrohung (Star Wars Episode I: The Phantom Menace) | |
| Schlechtestes Drehbuch         | David Self – Das Geisterschloss (The Haunting)                                                       | |
| Schlechtester Song             | Stevie Wonder · Will Smith                                                                           | Wild Wild West aus Wild Wild West – Stevie Wonder, Kool Moe Dee und Will Smith                                                           |

## Goldene Himbeere der 1990er
Die Preisträger sind farbig hervorgehoben.
| Kategorien                            | Nominierte | |
| ------------------------------------- | --- | --- |
| Schlechtester Film des Jahrzehnts     | | Showgirls – insgesamt 7 Auszeichnungen bei der Goldenen Himbeere 1996 |
| Schlechtester Film des Jahrzehnts     | Fahr zur Hölle Hollywood (An Alan Smithee Film: Burn Hollywood Burn) – insgesamt 5 Auszeichnungen bei der Goldenen Himbeere 1999 | |
| Schlechtester Film des Jahrzehnts     | Hudson Hawk – Der Meisterdieb (Hudson Hawk) – insgesamt 3 Auszeichnungen bei der Goldenen Himbeere 1992                          | |
| Schlechtester Film des Jahrzehnts     | Postman (The Postman) – insgesamt 5 Auszeichnungen bei der Goldenen Himbeere 1998                                                | |
| Schlechtester Film des Jahrzehnts     | Striptease – insgesamt 6 Auszeichnungen bei der Goldenen Himbeere 1997                                                           | |
| Schlechtester Newcomer des Jahrzehnts | Pauly Shore | Pauly Shore in Bud und Doyle: Total Bio, garantiert schädlich / Steinzeit Junior / Chaos! Schwiegersohn Junior im Gerichtssaal / Schwiegersohn Junior / In the Army Now – Die Trottel der Kompanie |
| Schlechtester Newcomer des Jahrzehnts | Pauly Shore | Elizabeth Berkley in Showgirls |
| Schlechtester Newcomer des Jahrzehnts | Pauly Shore | Jar Jar Binks (gesprochen von Ahmed Best) in Star Wars: Episode I – Die dunkle Bedrohung |
| Schlechtester Newcomer des Jahrzehnts | Pauly Shore | Sofia Coppola in Der Pate III und Star Wars: Episode I – Die dunkle Bedrohung |
| Schlechtester Newcomer des Jahrzehnts | Pauly Shore | Dennis Rodman in Double Team und Simon Sez |

## Goldene Himbeere des 20. Jahrhunderts
Die Preisträger sind farbig hervorgehoben.
| Kategorien                                   | Nominierte         | |
| -------------------------------------------- | ------------------ | --- |
| Schlechtester Schauspieler des Jahrhunderts  | Sylvester Stallone | Sylvester Stallone für 99,5 % von dem, was er jemals gemacht hat in Fahr zur Hölle Hollywood / Die City-Cobra / Lock Up – Überleben ist alles / Over the Top / Rambo II – Der Auftrag / Rambo III / Rocky IV – Der Kampf des Jahrhunderts / Rocky V / Der Senkrechtstarter / Tango und Cash / Assassins – Die Killer / Cliffhanger – Nur die Starken überleben / Daylight / Judge Dredd / Oscar – Vom Regen in die Traufe / The Specialist / Stop! Oder meine Mami schießt! |
| Schlechtester Schauspieler des Jahrhunderts  | Sylvester Stallone | Kevin Costner in Postman / Robin Hood – König der Diebe / Waterworld / Wyatt Earp – Das Leben einer Legende |
| Schlechtester Schauspieler des Jahrhunderts  | Sylvester Stallone | Prince in Graffiti Bridge / Under the Cherry Moon – Unter dem Kirschmond |
| Schlechtester Schauspieler des Jahrhunderts  | Sylvester Stallone | William Shatner in Star Trek: Der Film / Star Trek II: Der Zorn des Khan / Star Trek III: Auf der Suche nach Mr. Spock / Star Trek IV: Zurück in die Gegenwart / Star Trek V – Am Rande des Universums |
| Schlechtester Schauspieler des Jahrhunderts  | Sylvester Stallone | Pauly Shore in Bud und Doyle: Total Bio, garantiert schädlich / Steinzeit Junior / Chaos! Schwiegersohn Junior im Gerichtssaal / Schwiegersohn Junior / In the Army Now – Die Trottel der Kompanie |
| Schlechteste Schauspielerin des Jahrhunderts | Madonna            | Madonna in Shanghai Surprise / Who's That Girl / Bluthunde am Broadway / Body of Evidence / Four Rooms / In Bed with Madonna |
| Schlechteste Schauspielerin des Jahrhunderts | Madonna            | Elizabeth Berkley in Showgirls |
| Schlechteste Schauspielerin des Jahrhunderts | Madonna            | Bo Derek in Ekstase / Tarzan – Herr des Urwalds / Mein Geist will immer nur das Eine … |
| Schlechteste Schauspielerin des Jahrhunderts | Madonna            | Brooke Shields in Die blaue Lagune / Endlose Liebe / Sahara / Cannonball Fieber – Auf dem Highway geht’s erst richtig los |
| Schlechteste Schauspielerin des Jahrhunderts | Madonna            | Pia Zadora in Karriere durch alle Betten / Butterfly – Der blonde Schmetterling / Rock Aliens – Let’s dance tonight / Der Cop von Las Vegas |